# Рікардо Санчес (ватерполіст)
Рікардо Санчес (ісп. Ricardo Sánchez, 24 лютого 1971) — іспанський ватерполіст.
Срібний призер Олімпійських Ігор 1992 року.
Срібний призер Чемпіонату світу з водних видів спорту 1994 року.
Срібний призер Чемпіонату Європи з водного поло 1991 року, бронзовий призер 1993 року.